# Spoorlijn Foix - Saint-Girons
De spoorlijn Foix - Saint-Girons was een Franse spoorlijn van Foix naar Saint-Girons. De lijn was 44,7 km lang en heeft als lijnnummer 671 000.

## Geschiedenis
De lijn werd in gedeeltes geopend door de Compagnie des Chemins de fer du Midi, van Foix naar La Bastide-de-Sérou op 15 augustus 1902 en van La Bastide-de-Sérou naar Saint-Girons op 22 oktober 1903. Tussen 15 mei 1939 en 16 november 1940 was er geen personenvervoer, op 23 maart 1955 werd het definitief opgeheven. Goederenvervoer was er tot 22 mei 1955.

## Aansluitingen
In de volgende plaatsen is of was er een aansluiting op de volgende spoorlijnen:
Foix
RFN 672 000, spoorlijn tussen Portet-Saint-Simon en Puigcerdà (grens)
Saint-Girons
RFN 670 000, spoorlijn tussen Boussens en Saint-Girons

## Galerij

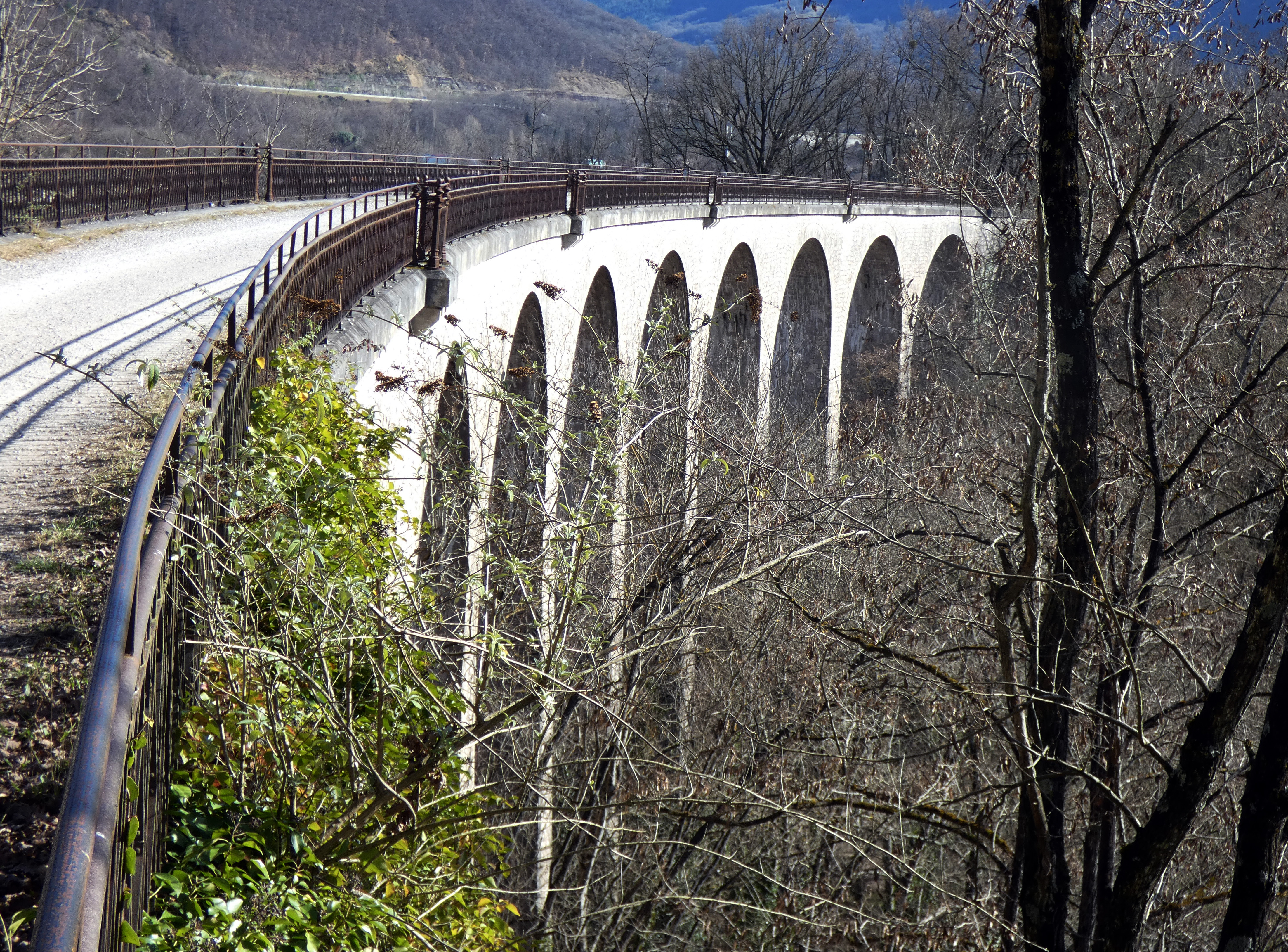
Viaduct van Vernajoul.
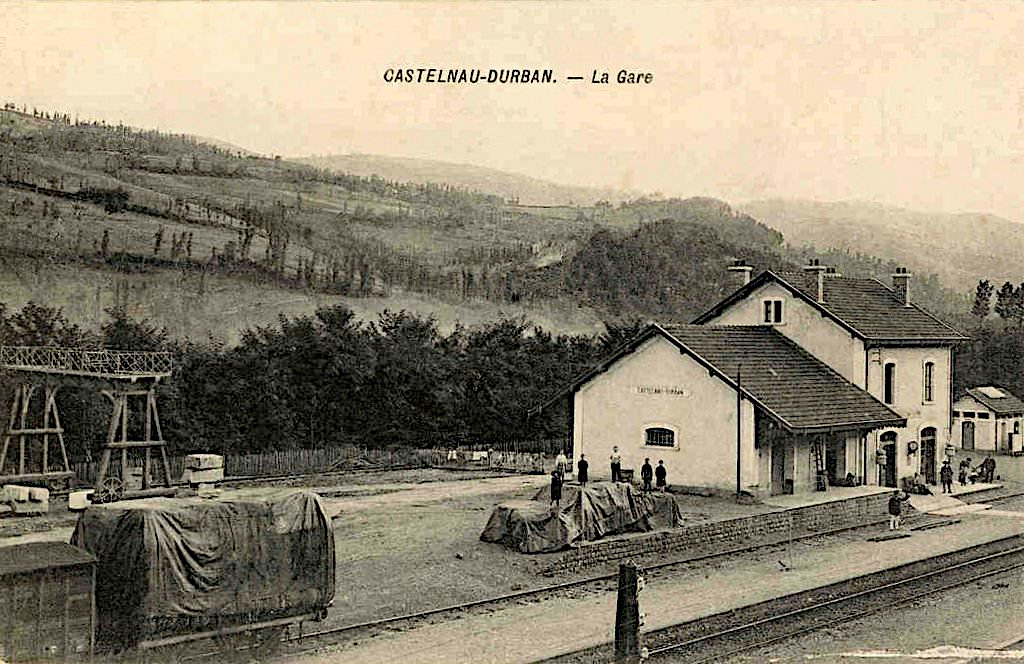
Station Castelnau-Durban rond 1910.
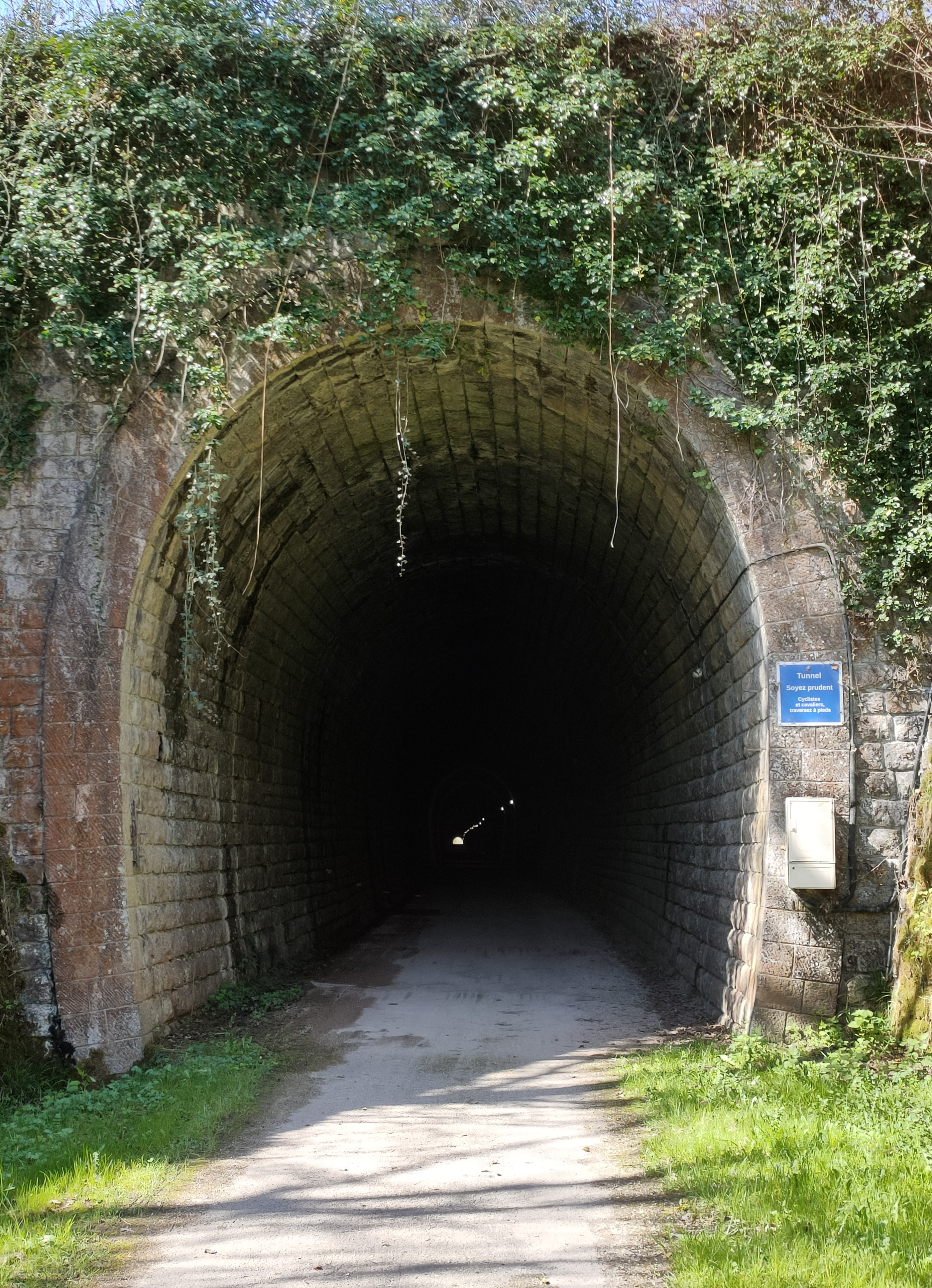
Tunnel van Rimont.
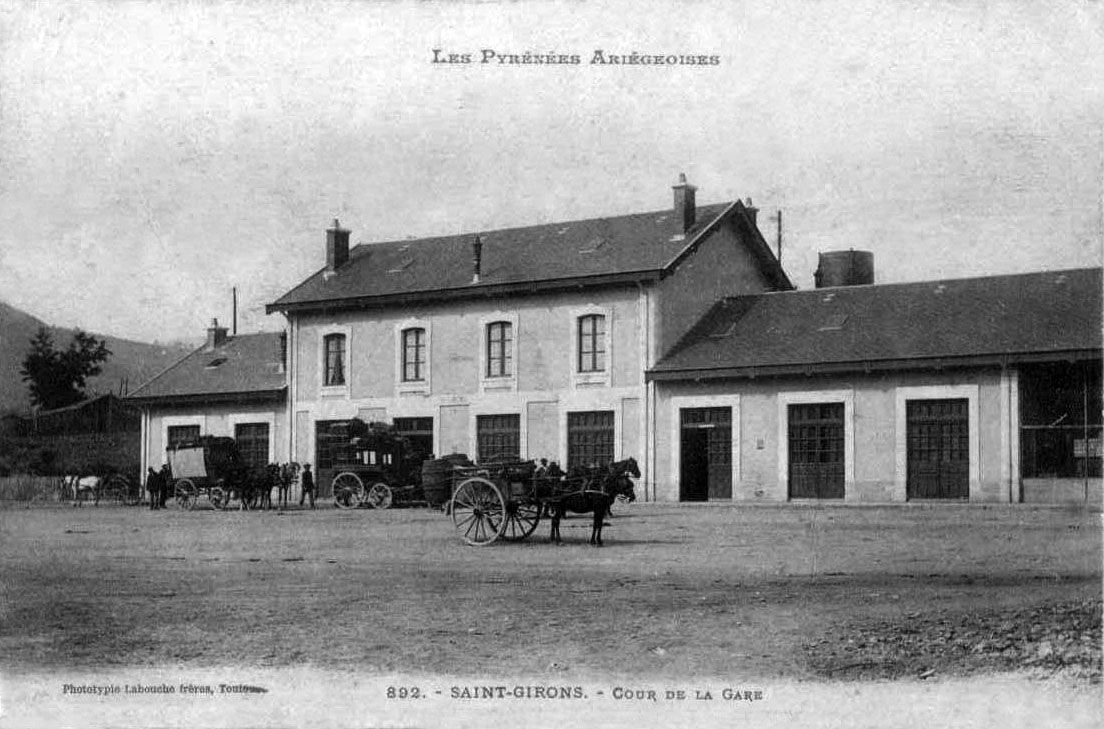
Station Saint-Girons rond 1910.